# Eredoatassia cerebellare
L'eredoatassia cerebellare è una malattia di tipo ereditario che compare nel corso dell'adolescenza o dopo i venti anni. È un'atassia progressiva causata da atrofia dei lobi laterali del cervelletto.
La malattia causa una mancanza di coordinazione dei movimenti e dell'andatura oltre a disturbi della vista e del linguaggio. Può causare una diminuzione della forza muscolare, nistagmo, esagerazione dei riflessi osteotendinei, tremore agli arti superiori.